# Населення Кривого Рогу
Станом на 1 січня 2021 року населення Кривого Рогу та сільських пунктів, підпорядкованих міськраді, становило 624 750 осіб. За чисельністю населення Кривий Ріг посідав на початку 2021 року восьме місце серед міст України.

## Історична динаміка
Історична динаміка чисельності населення Кривого Рогу, та населених пунктів включених до його складу.
|      | Кривий Ріг | Інгулець | Зелене | Залізничне | Калініне | Мирівське | Рахманівка | Суворове | Веселі Терни | Терни  |
| ---- | ---------- | -------- | ------ | ---------- | -------- | --------- | ---------- | -------- | ------------ | ------ |
| 1923 | 19 031     | …        | …      | …          | …        | …         | …          | …        | …            | …      |
| 1926 | 31 194     | …        | …      | …          | …        | …         | …          | …        | …            | …      |
| 1939 | 188 955    | 7 169    | …      | …          | …        | …         | …          | …        | …            | 2 874  |
| 1959 | 387 579    | 12 336   | 942    | 3 896      | 250      | 2 401     | 4 559      | 1 054    | 10 043       | 13 213 |
| 1970 | 573 174    | 31 891   | 1 249  | 7 208      | 243      | 9 098     | 1 947      | 2 472    | 7 363        |        |
| 1979 | 650 113    | 34 749   | 1 404  | 6 943      | 193      | 6 965     | 1 825      | 2 652    |              |        |
| 1989 | 713 059    | 38 044   | 1 271  | 3 533      | 89       | 3 174     | 1 574      | 2 365    |              |        |
| 2001 | 668 980    | 38 986   | 1 048  |            |          |           |            |          |              |        |
| 2003 | 703 772    |          |        |            |          |           |            |          |              |        |
| 2006 | 692 181    |          |        |            |          |           |            |          |              |        |
| 2010 | 670 397    |          |        |            |          |           |            |          |              |        |
| 2018 | 629 695    |          |        |            |          |           |            |          |              |        |
| 2019 | 624 579    |          |        |            |          |           |            |          |              |        |
| 2020 | 621 587    |          |        |            |          |           |            |          |              |        |
| 2021 | 612 750    |          |        |            |          |           |            |          |              |        |
| 2022 | 603 904    |          |        |            |          |           |            |          |              |        |

## Райони міста
Динаміка чисельності населення районів Кривого Рогу (без населених пунктів, підпорядкованих міськраді) за даними переписів
| район              | 1959    | 1970    | 1979    | 1989    | 2001    |
| ------------------ | ------- | ------- | ------- | ------- | ------- |
| Довгинцівський     |         |         |         | 76 355  | 102 217 |
| Інгулецький        |         | 45 247  | 39 053  | 28 333  | 23 447  |
| Металургійний      | 160 429 | 195 005 | 147 129 | 85 548  | 70 705  |
| Покровський        | 115 162 | 126 482 | 115 079 | 147 886 | 142 955 |
| Саксаганський      |         |         | 149 322 | 172 627 | 149 181 |
| Тернівський        |         | 73 529  | 92 571  | 100 161 | 89 600  |
| Центрально-Міський | 111 988 | 132 911 | 106 959 | 102 149 | 90 875  |
| Кривий Ріг         | 387 579 | 573 174 | 650 113 | 713 059 | 668 980 |

## Статево-вікова структура
За статтю у місті переважали жінки, яких за переписом 2001 року налічувалося 385 848 осіб (54,2%), тоді як чоловіків 326 659 (45,8%). Середній вік населення Криворізької міськради становив 38,8 років. Середній вік чоловіків на 4,6 років менше ніж жінок (36,3 і 40,9 відповідно). У віці молодшому за працездатний знаходилося 122 969 осіб (17,3%), у працездатному віці — 420 755 осіб (59,1%), у віці старшому за працездатний — 168 783 осіб (23,7%).
Станом на 1 січня 2015 року статево-віковий розподіл населення Кривого Рогу був наступним:
| вік         | чоловіки | жінки   | обидві статі |
| ----------- | -------- | ------- | ------------ |
| 0—14        | 50 107   | 46 872  | 96 979       |
| 15—64       | 210 558  | 240 276 | 450 834      |
| 65 і старше | 31 398   | 69 783  | 101 181      |

Станом на 1 січня 2021 року статево-віковий розподіл населення Кривого Рогу був наступним:
Чоловіки:
275738
Жінки:
337012

## Національний склад
Національний склад населення Кривого Рогу та населених пунктів міськради за даними перепису 2001 року, %
| національність | чисельність | частка |
| -------------- | ----------- | ------ |
| українці       | 561 832     | 79,09% |
| росіяни        | 125 810     | 17,71% |
| білоруси       | 6526        | 0,92%  |
| євреї          | 1833        | 0,26%  |
| вірмени        | 1589        | 0,22%  |
| азербайджанці  | 1254        | 0,18%  |
| цигани         | 1193        | 0,17%  |
| молдовани      | 950         | 0,13%  |
| татари         | 751         | 0,11%  |
| поляки         | 718         | 0,10%  |
| німці          | 650         | 0,09%  |
| болгари        | 614         | 0,09%  |
| грузини        | 491         | 0,07%  |
| корейці        | 279         | 0,04%  |
| узбеки         | 249         | 0,04%  |

Історична динаміка національного складу населення Кривого Рогу за переписами:
|          | 1926 | 1939 | 1959 | 2001 |
| -------- | ---- | ---- | ---- | ---- |
| українці | 69,2 | 80,5 | 74,0 | 79,1 |
| росіяни  | 10,0 | 10,9 | 20,5 | 17,7 |
| білоруси | 0,6  | 0,8  | 1,5  | 0,9  |
| євреї    | 18,3 | 6,5  | 2,7  | 0,3  |

## Мовний склад
Рідна мова населення Кривого Рогу за даними переписів, %
|            | 1926 | 2001 |
| ---------- | ---- | ---- |
| українська | 61,6 | 71,4 |
| російська  | 26,0 | 27,2 |
| єврейська  | 10,5 | 0,0  |

Російське вторгнення в Україну спровокувало в Кривому Розі нову хвилю українізації: дедалі більше містян віддають перевагу спілкуванню українською мовою.